# La partida de ajedrez (Hummel)
La partida de ajedrez es un cuadro del pintor Johann Erdmann Hummel, realizado en 1818, que se encuentra en el Antigua Galería Nacional de Berlín de Berlín, Alemania.
La obra representa una partida de ajedrez en el Club de Ajedrez de Schadow. El ajedrez es un tema extensamente representado en la pintura, por ejemplo en una obra de Johamm Hamza denominada The Chess Players.
En ella, el pintor muestra su dominio de la perspectiva y la óptica,como puede verse en las imágenes reflejadas en el espejo.